# Daşlı Ada
Daşlı Ada är en ö i Azerbajdzjan.   Den ligger i distriktet Baku, i den sydöstra delen av landet, 90 km söder om huvudstaden Baku.